# Alexander Nevski-kathedraal (Novosibirsk)
De Kathedraal van Alexander Nevski (Russisch: Собор во имя Александра Невского) is een Russisch-orthodoxe kathedraal in de Siberische stad Novosibirsk.

## Geschiedenis
De kathedraal geldt als een van de oudste stenen gebouwen van Novosibirsk en kwam in 1898 gereed. Novosibirsk was op dat moment een stad waarvan de bevolking sterk toenam door de aanleg van de trans-Siberische spoorlijn. De bevolkingstoename zorgde voor de behoefte tot de bouw van een grote kerk. Het gebouw werd een monument voor tsaar Alexander III, de initiatiefnemer van de trans-Siberische spoorlijn. Op 29 december 1899 werd de kerk geopend en gewijd. In 1915 kreeg de kerk de status van kathedraal.
In 1937 werd de kathedraal op last van de atheïstische overheid gesloten. Pogingen om het gebouw op te blazen werden slechts gedeeltelijk uitgevoerd. Vervolgens kreeg het gebouw diverse bestemmingen. De klokkentoren werd gesloopt. De iconen, klokken en kerkelijke gebruiksvoorwerpen waren verwijderd en de muurschilderingen alsook de iconostase werden volledig vernield. Het interieur van de kerk was in de loop van de tijd bovendien sterk veranderd door het aanbrengen van meer verdiepingen.
In het jaar van de viering van 1000 jaar christendom in Rusland kwam er een beweging op gang die zich inzette voor de teruggave van de kathedraal aan de Russisch-orthodoxe Kerk. Al een jaar later, op 15 mei 1991, werd de kathedraal opnieuw ingewijd door Aleksi II, patriarch van Moskou en heel Rusland.
Op het moment van de terugkeer van de kathedraal naar de Russisch-orthodoxe Kerk was het gebouw in zeer slechte staat. Ook de muren en de koepels waren danig in verval geraakt. Onmiddellijk na de overdracht begon men met een volledige restauratie van de kathedraal.

## Architectuur
De bouw stond onder leiding van Nicolai Michailovitsj Tichomirov. Het gebouw werd in neo-byzantijnse stijl opgetrokken in rode baksteen en heeft twee gouden koepels.

## Externe links

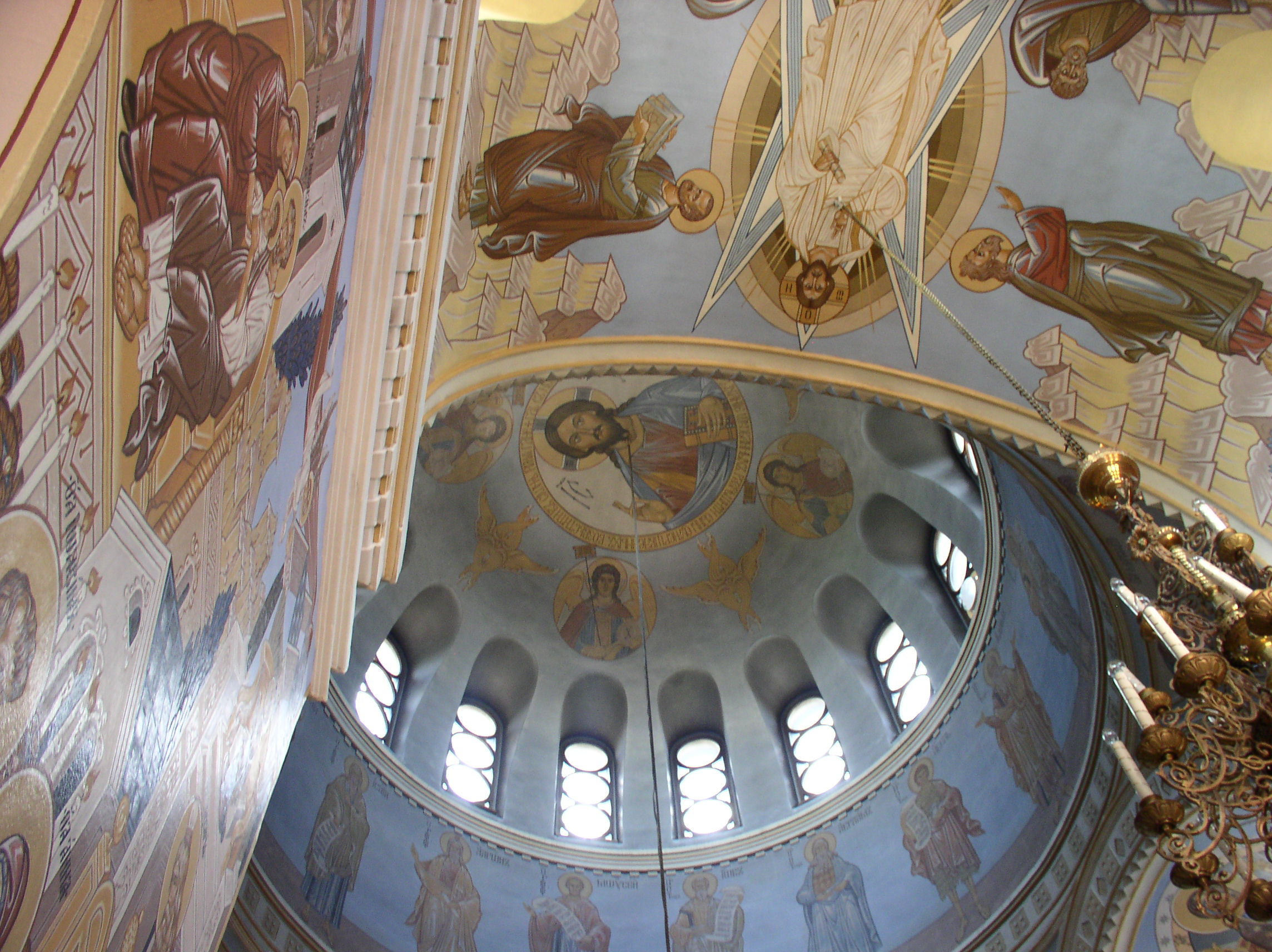
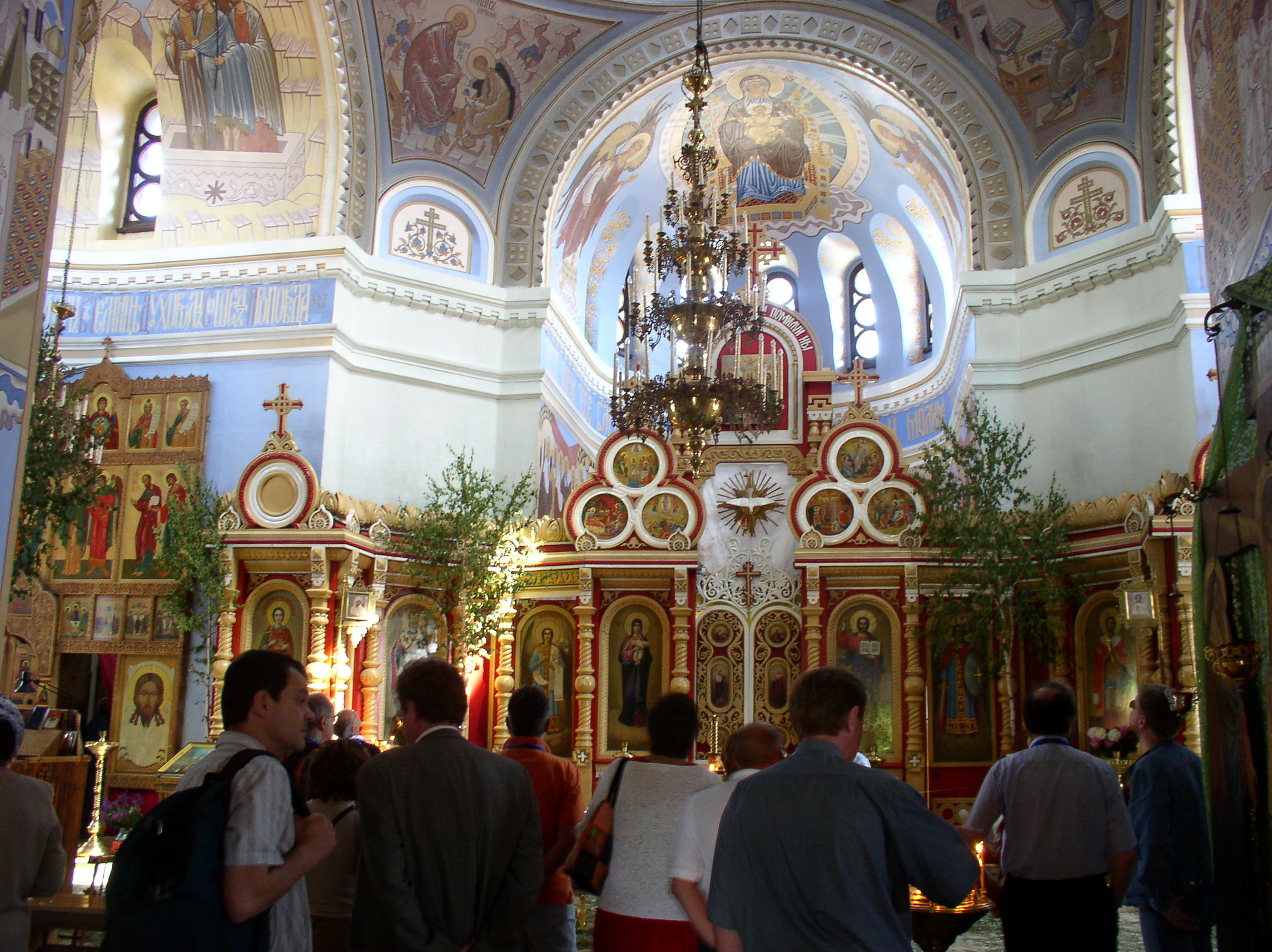
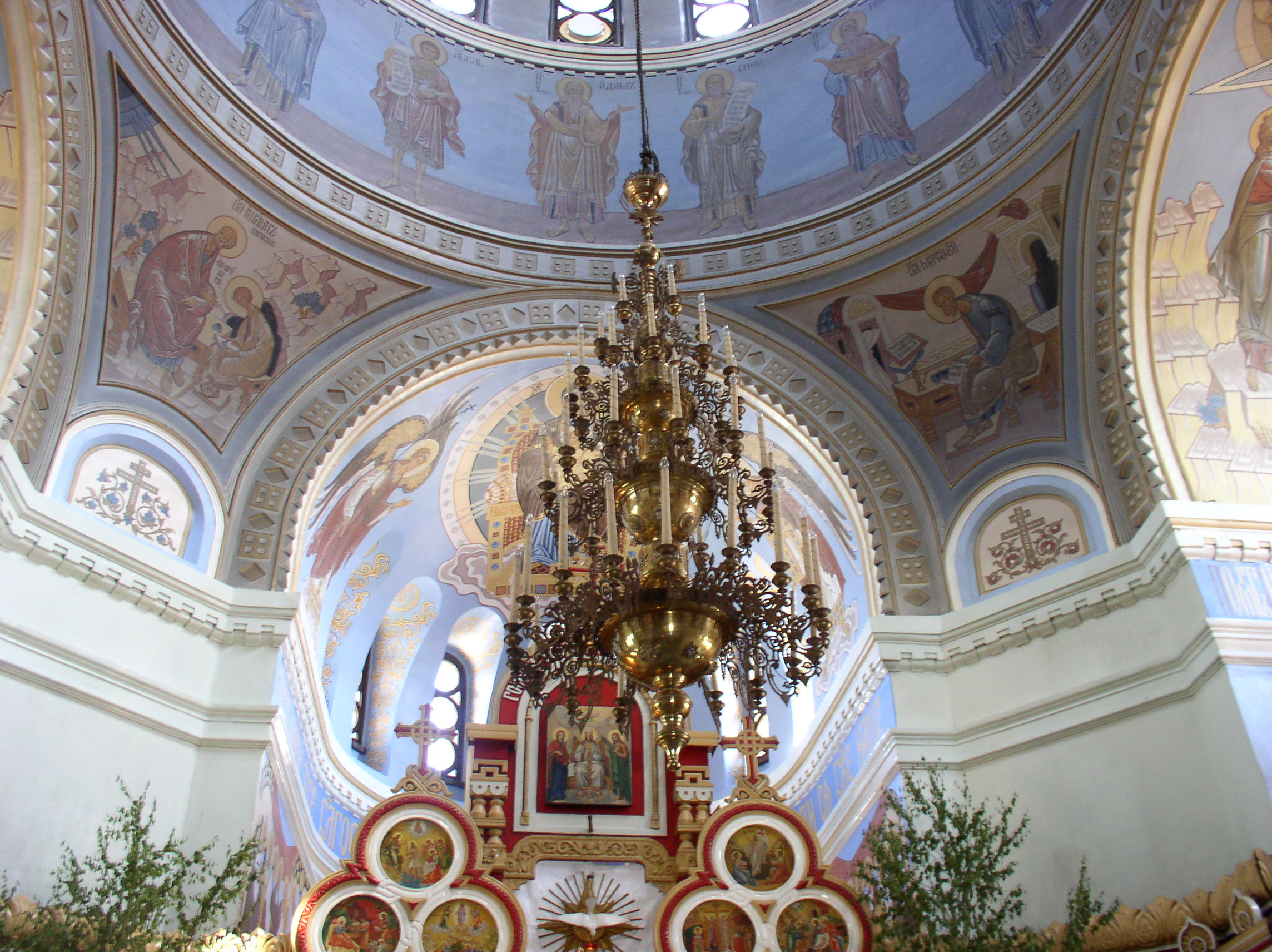
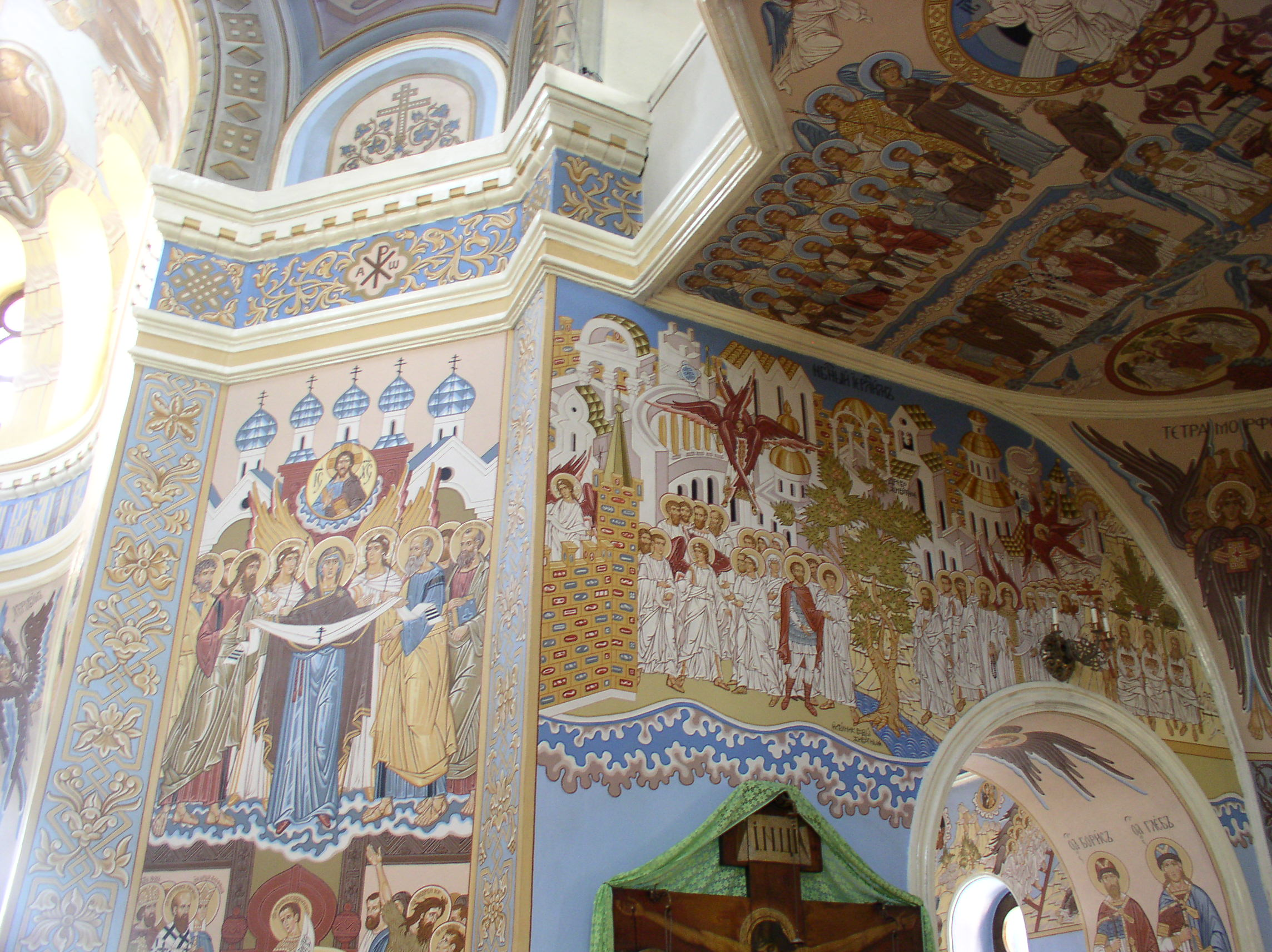
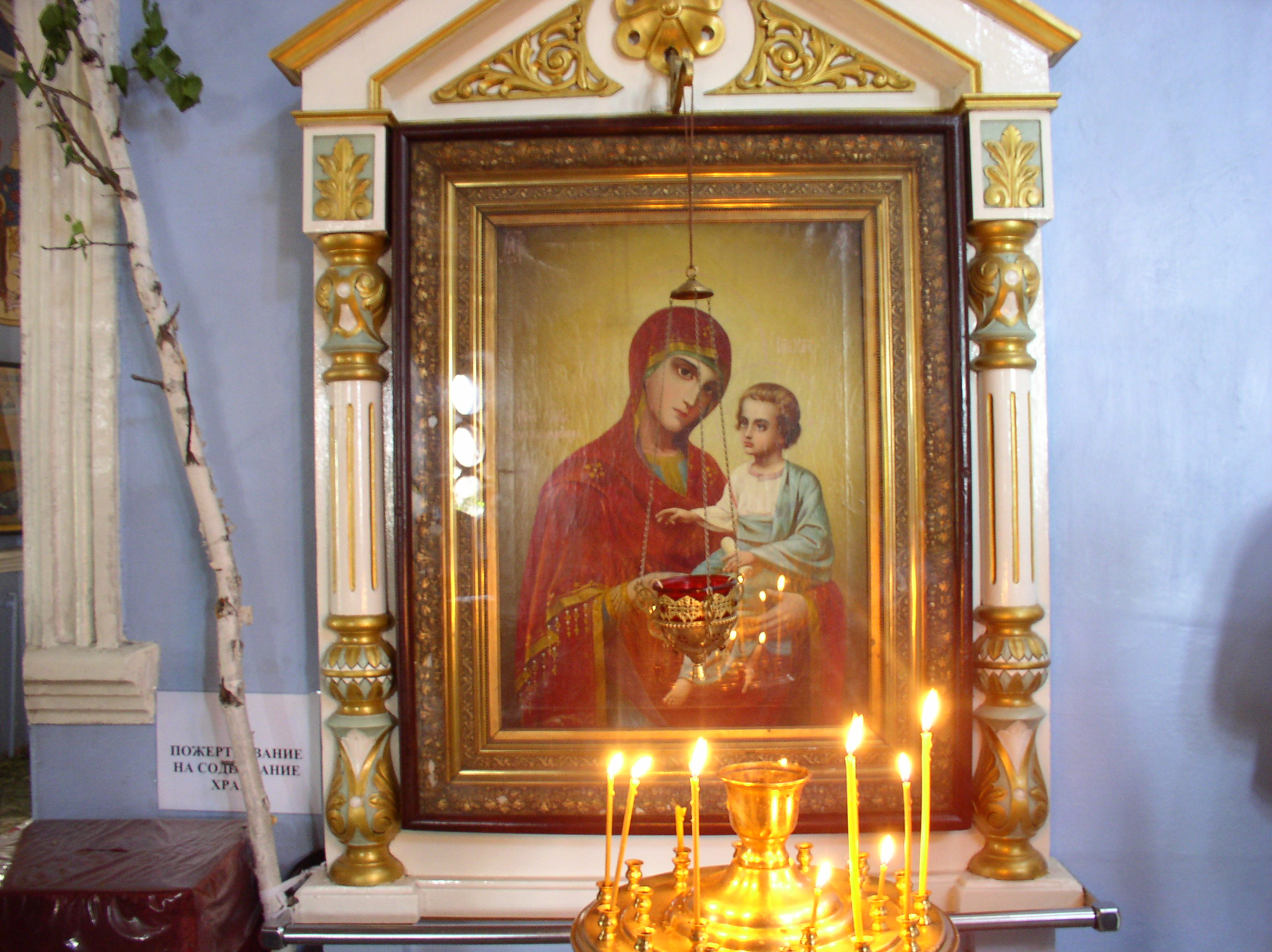